# ولیبور توپیچ
ولیبور توپیچ (صربی: Velibor Topić؛ زادهٔ ۱۹۷۰ میلادی) بازیگر اهل بوسنی و هرزگوین است. وی از سال ۱۹۸۴ میلادی تاکنون مشغول فعالیت بوده‌است.
از فیلم‌ها یا برنامه‌های تلویزیونی که وی در آن نقش داشته است می‌توان به کمینگاه دزدان ۲: پنترا،قلمرو بهشت، شکستن و وارد شدن، قدیس، دومین فرمانده، مشاور، کینگزمن: سرویس مخفی، رابین هود، خائن مورد نظر ما و روز سنت جرج اشاره کرد.